# Donau-Kahnschnecke
Die Donau-Kahnschnecke (Theodoxus danubialis) ist eine Süßwasserschnecke aus der Familie der Kahnschnecken (Neritidae), die zur Überordnung der Neritimorpha gerechnet wird. 

## Merkmale
Die Donau-Kahnschnecke besitzt ein 9 bis 13 mm großes, stark abgeflachtes Gehäuse mit 2,5 bis 3 Windungen. Die Oberseite weist eine charakteristische dunkle Zickzackzeichnung auf hellem Grund auf. Die Breite der Zickzacklinien ist variabel. Gelegentlich treten auch fast schwarze Exemplare auf. Die Mündung ist rundlich bis leicht elliptisch. Der Deckel (Operculum) ist hellgelb und besitzt einen plättchenartigen Zapfen. Der Rand ist bräunlich und etwas verdickt. Der Weichkörper ist hell mit einem breiten Fuß. Die Fühler sind lang und zugespitzt; an der Basis sitzen die Augen.

## Lebensweise und Vorkommen
Die Donau-Kahnschnecke ist eine Süßwasserschnecke, die sauberes, sauerstoffreiches Fließgewässer braucht. Sie lebt auf steinigem Untergrund und ist deshalb auf fließendes Wasser angewiesen, da die Strömung den Kies frei von Schlammablagerungen hält. Sie ernährt sich überwiegend von Kieselalgen (Diatomeen). Kleine Restpopulationen dieser Art leben in der niederbayerischen Donau. Für die frei fließende Donau zwischen Straubing und Vilshofen sind im Bereich der Isarmündung einzelne Funde von Schneckenhäuschen aus jüngerer Zeit bekannt. In Österreich gilt sie im Donauhauptstrom bereits als verschollen. Sie kommt aber noch in den Nebenflüssen der Donau vor. In Ungarn gibt es noch größere Populationen in verschiedenen Flüssen.

## Fortpflanzung
Die Donau-Kahnschnecke ist getrenntgeschlechtlich. Die Weibchen befestigen die Eikapseln, die etwa 30 bis 70 Eier enthalten an Hartsubstrat, häufig sogar auf die Gehäuse von Artgenossen. Innerhalb der Eikapseln entwickelt sich aber nur ein Ei; die übrigen Eier fungieren als Nähreier, die vom entwickelnden Jungtier in der Eikapsel gefressen werden. Die Entwicklungsdauer beträgt vier bis acht Wochen. Danach schlüpft ein fertiges Jungtier aus der Eikapsel.

## Systematik und Nomenklatur
Es findet sich sowohl die Schreibweise Donau-Kahnschnecke als auch Donaukahnschnecke; die von Jungbluth und von Knorre empfohlene Schreibweise ist jedoch Donau-Kahnschnecke. Die Art wurde 1828 von Carl Jonas Pfeiffer unter dem Namen Nerita danubialis erstmals wissenschaftlich beschrieben. Heute wird die Art in drei Unterarten unterteilt: die Nominatunterart Theodoxus danubialis danubialis (C. Pfeiffer, 1828), Theodoxus danubialis stragulatus (C. Pfeiffer, 1828) und Theodoxus danubialis cantianus (Kennard & Woodward, 1924).

## Gefährdung
Die Art gilt in Deutschland, Österreich und der Schweiz als vom Aussterben bedroht (Rote Liste 1). In Slowenien ist sie gefährdet.

## Sonstiges
Der lateinische Name Theodoxus danubialis bedeute so viel wie „Gottes Geschenk an die Donau“ oder „Der Lobpreis Gottes in der Donau“. Die auffälligen Gehäuse der Donau-Kahnschnecke spielten in den frühen Kulturen an der Donau eine wichtige Rolle als Schmuckstücke und Grabbeigaben. Originalschneckengehäuse finden sich zum Beispiel in der Ausstellung der Naturhistorischen Sammlung der Humboldt-Universität zu Berlin und im Kloster Weltenburg. Heute ist das gemusterte Schneckenhäuschen Symbol für den Widerstand gegen den Donauausbau in Niederbayern geworden.